# Myonia semimarginata
Myonia semimarginata är en fjärilsart som beskrevs av Paul Dognin 1902. Myonia semimarginata ingår i släktet Myonia och familjen tandspinnare. Inga underarter finns listade i Catalogue of Life.